# منیر طاها
منیر طاها (۱۳۰۹ – ۱۰ اردیبهشت ۱۴۰۴) ترانه‌سرای ایرانی بود که از او با لقب «نخستین زن ترانه‌سرای ایرانی» یاد می‌شد.

## آغاز زندگی
منیر طاها در سال ۱۳۰۹ در تبریز در یک خانواده دوستدار موسیقی زاده شد. پدر منیر موسیقی‌شناس و نوازنده تار بود. پدربزرگ مادری منیر نی می‌نواخت و مادرش با ارگ و تار آشنایی داشت. هنگامیکه که منیر دو ساله بود پدر و مادر او از هم جدا شدند و سرپرستی وی برعهدهٔ عمه او قرار گرفت. مدت کوتاهی پس از این جدایی، خانواده وی از تبریز به تهران کوچ کردند. به این ترتیب منیر دوران ابتدایی و متوسطه را در تهران به پایان رساند. او در همین دوران به سرودن شعر پرداخت و اشعار خود در روزنامه‌ها و مجله‌ها به چاپ رساند.

## ترانه‌سرایی
منیر نخستین ترانه خود شب مهتاب را در چهارده سالگی برای آهنگی به همین نام از علی‌تجویدی نوشت و این ترانه را با نام شهرزاد با گروه موسیقی تجویدی با همراهی آواز حسین قوامی در رادیو خواند.  منیر در سال ۱۳۳۲ نخستین مجموعۀ اشعار خود را با نام سرگذشت منتشر کرد. او با انتشار کتاب شعر دوراهی در سال ۱۳۳۵، مزدا در سال ۱۳۳۶ در ادبیات ایران درخشید.

## برنامهگل‌ها
وی در برنامه گل‌ها با علی تجویدی، غلامحسین بنان و مرضیه همکاری می‌کرد. منیر برنامه‌های رادیویی به جای واژه «تصنیف» از واژه ترانه استفاده می‌کرد. یکی از پرآوازه‌ترین ترانه‌های او عاشقی شیدا بود. به دلیل علاقه زیاد محمدرضا شجریان به این شعر و ترانه، سال‌ها بعد آنرا بازخوانی کرد.

## تحصیل
منیر طاها مدارک کارشناسی و دکترای زبان و ادبیات فارسی را از دانشگاه تهران گرفت. او در سال ۱۳۳۶ برای دکتری زبان و ادبیات ایتالیایی در دانشگاه رم به ایتالیا رفت. او در بازگشت به تهران، گروه زبان و ادبیات ایتالیایی را در دانشگاه تهران تاسیس کرد و سال‌ها سرپرست دانشکده زبان‌های خارجی این دانشگاه بود.

## پس از انقلاب
وی پیش از انقلاب ۱۳۵۷ از رم به ایران بازگشت و ترانه می‌سرود. پس از انقلاب ابتدا به ایتالیا مهاجرت نمود و سپس به کانادا رفته و در همان‌جا اقامت گزید.

## درگذشت
منیر طاها چهارشنبه ۱۰ اردیبهشت ۱۴۰۴ در ونکوور کانادا درگذشت.

## آثار
- سرگذشت، مجموعه شهر (۱۳۳۲)
- دوراهی، مجموعه شهر (۱۳۳۵)
- مزدا، مجموعه شهر (۱۳۳۶)
- در کوچه‌ها، بازارها (۱۳۵۸)
- سینه‌ریز، لس آنجلس (۱۳۶۴)
- پاییز در پرچین باغ، ونکوور (۱۳۷۵)